# Rafael Robayo
Rafael Fernando Robayo Marroquín (Bogotà, 24 aprile 1984) è un ex calciatore colombiano, di ruolo centrocampista.

## Statistiche

### Presenze e reti nei club
( 1/11/15 )
| Year  | Team              | League Matches | Goals | Cup Matches | Goals | Inter Matches | Goals | Total Matches | Total Goals |
| ----- | ----------------- | -------------- | ----- | ----------- | ----- | ------------- | ----- | ------------- | ----------- |
| 2003  | Atlético Nacional | 1              | 0     | 0           | 0     | 0             | 0     | 1             | 0           |
| 2004  | Once Caldas       | 0              | 0     | 0           | 0     | 0             | 0     | 0             | 0           |
| 2005  | Millonarios       | 28             | 1     | 0           | 0     | 0             | 0     | 28            | 1           |
| 2006  | Millonarios       | 0              | 0     | 0           | 0     | 0             | 0     | 0             | 0           |
| 2007  | Millonarios       | 29             | 2     | 0           | 0     | 9             | 0     | 38            | 2           |
| 2008  | Millonarios       | 33             | 4     | 4           | 1     | 0             | 0     | 37            | 5           |
| 2009  | Millonarios       | 33             | 1     | 8           | 1     | 0             | 0     | 41            | 2           |
| 2010  | Millonarios       | 24             | 6     | 10          | 1     | 0             | 0     | 34            | 7           |
| 2011  | Millonarios       | 38             | 6     | 11          | 2     | 0             | 0     | 49            | 8           |
| 2012  | Chicago Fire      | 16             | 0     | 1           | 0     | 0             | 0     | 17            | 0           |
| 2012  | Millonarios       | 19             | 2     | 1           | 0     | 5             | 1     | 25            | 3           |
| 2013  | Millonarios       | 38             | 4     | 10          | 1     | 5             | 0     | 53            | 5           |
| 2014  | Millonarios       | 29             | 1     | 7           | 0     | 2             | 0     | 38            | 1           |
| 2015  | Millonarios       | 37             | 3     | 2           | 0     | 0             | 0     | 39            | 3           |
| Total |                   | 328            | 30    | 54          | 6     | 21            | 1     | 393           | 38          |